# Cupa Campionilor Europeni 1986-1987
Cupa Campionilor Europeni în sezonul 1986-1987 a fost câștigată de FC Porto, care a învins în finală formația Bayern München.

## Prima rundă
| Echipa 1             | Scor gen. | Echipa 2        | Tur | Retur |
| -------------------- | --------- | --------------- | --- | ----- |
| Paris Saint-Germain  | 2–3       | Vítkovice       | 2–2 | 0–1   |
| Porto                | 10–0      | Rabat Ajax      | 9–0 | 1–0   |
| Brøndby              | 6–3       | Budapest Honvéd | 4–1 | 2–2   |
| Örgryte              | 3–7       | Dinamo Berlin   | 2–3 | 1–4   |
| Beșiktaș             | 3–0       | Dinamo Tirana   | 2–0 | 1–0   |
| APOEL                | 3–3 (a)   | HJK             | 1–0 | 2–3   |
| Shamrock Rovers      | 0–3       | Celtic          | 0–1 | 0–2   |
| Beroe                | 1–3       | Dinamo Kiev     | 1–1 | 0–2   |
| PSV Eindhoven        | 0–2       | Bayern München  | 0–2 | 0–0   |
| Avenir Beggen        | 0–6       | Austria Viena   | 0–3 | 0–3   |
| Anderlecht           | 3–1       | Górnik Zabrze   | 2–0 | 1–1   |
| Steaua București     | bye       | –               | –   | –     |
| Rosenborg            | 2–1       | Linfield        | 1–0 | 1–1   |
| Steaua Roșie Belgrad | 4–2       | Panathinaikos   | 3–0 | 1–2   |
| Young Boys           | 1–5       | Real Madrid     | 1–0 | 0–5   |
| Juventus             | 11–0      | Valur           | 7–0 | 4–0   |

### Prima manșă
| Paris Saint-Germain                 | 2–2     | Vítkovice             |
| ----------------------------------- | ------- | --------------------- |
| Halilhodžić 19' Pilorget 58' (pen.) | Detalii | Kovačík 8' Šourek 22' |

| Porto                                                                          | 9–0     | Rabat Ajax |
| ------------------------------------------------------------------------------ | ------- | ---------- |
| Fernando Gomes 20', 49', 69', 83' Eloi 25' Madjer 54' André 60', 65' Celso 80' | Detalii |            |

| Brøndby                                             | 4–1     | Budapest Honvéd |
| --------------------------------------------------- | ------- | --------------- |
| Jensen 13' Olsen 56' Østergaard 59' Christensen 82' | Detalii | Détári 19'      |

| Örgryte                      | 2–3     | Dinamo Berlin                |
| ---------------------------- | ------- | ---------------------------- |
| Hellström 62' Samuelsson 69' | Detalii | Pastor 19' Thom 75' Doll 88' |

| Beșiktaș                      | 2–0     | Dinamo Tirana |
| ----------------------------- | ------- | ------------- |
| Doğan 50' Çalımbay 74' (pen.) | Detalii |               |

| APOEL             | 1–0     | HJK |
| ----------------- | ------- | --- |
| Moores 15' (pen.) | Detalii |     |

| Shamrock Rovers | 0–1     | Celtic      |
| --------------- | ------- | ----------- |
|                 | Detalii | MacLeod 82' |

| Beroe              | 1–1     | Dinamo Kiev        |
| ------------------ | ------- | ------------------ |
| Bonchev 89' (pen.) | Detalii | Mykhaylychenko 50' |

| PSV Eindhoven | 0–2     | Bayern München |
| ------------- | ------- | -------------- |
|               | Detalii | Mathy 80', 90' |

| Avenir Beggen | 0–3     | Austria Viena                     |
| ------------- | ------- | --------------------------------- |
|               | Detalii | Drabits 14' Frind 67' Polster 71' |

| Anderlecht                      | 2–0     | Górnik Zabrze |
| ------------------------------- | ------- | ------------- |
| Guðjohnsen 27' Scifo 37' (pen.) | Detalii |               |

| Rosenborg    | 1–0     | Linfield |
| ------------ | ------- | -------- |
| Brandhaug 4' | Detalii |          |

| Steaua Roșie Belgrad                   | 3–0     | Panathinaikos |
| -------------------------------------- | ------- | ------------- |
| Musemić 45' Cvetković 55' Ǵurovski 66' | Detalii |               |

| Young Boys | 1–0     | Real Madrid |
| ---------- | ------- | ----------- |
| Bamert 2'  | Detalii |             |

| Juventus                                                              | 7–0     | Valur |
| --------------------------------------------------------------------- | ------- | ----- |
| Laudrup 19', 22', 65' Serena 43' Cabrini 60' Vignola 77' Briaschi 78' | Detalii |       |

### A doua manșă
| Vítkovice  | 1–0     | Paris Saint-Germain |
| ---------- | ------- | ------------------- |
| Šourek 68' | Detalii |                     |

Vítkovice s-a calificat cu scorul general de 3–2.
| Rabat Ajax | 0–1     | Porto             |
| ---------- | ------- | ----------------- |
|            | Detalii | António Sousa 80' |

Porto s-a calificat cu scorul general de 10–0.
| Budapest Honvéd       | 2–2     | Brøndby                   |
| --------------------- | ------- | ------------------------- |
| Détári 43' Kovács 60' | Detalii | Nielsen 66' Jørgensen 88' |

Brøndby s-a calificat cu scorul general de 6–3.
| Dinamo Berlin                           | 4–1     | Örgryte       |
| --------------------------------------- | ------- | ------------- |
| Pastor 10' Backs 26' Thom 65' Ernst 82' | Detalii | Hellström 35' |

Dinamo Berlin s-a calificat cu scorul general de 7–3.
| Dinamo Tirana | 0–1     | Beșiktaș |
| ------------- | ------- | -------- |
|               | Detalii | Tekin 7' |

Beșiktaș s-a calificat cu scorul general de 3–0.
| HJK                              | 3–2     | APOEL                   |
| -------------------------------- | ------- | ----------------------- |
| Valla 3' Rissanen 38' Valvee 69' | Detalii | Ioannou 35' Prokopi 63' |

APOEL 3–3 HJK . APOEL s-a calificat cu scorul general de datorită golului marcat în deplasare.
| Celtic            | 2–0     | Shamrock Rovers |
| ----------------- | ------- | --------------- |
| Johnston 27', 62' | Detalii |                 |

Celtic s-a calificat cu scorul general de 3–0.
| Dinamo Kiev              | 2–0     | Beroe |
| ------------------------ | ------- | ----- |
| Blokhin 7' Yakovenko 46' | Detalii |       |

Dinamo Kiev s-a calificat cu scorul general de 3–1.
| Bayern München | 0–0               | PSV Eindhoven |
| -------------- | ----------------- | ------------- |
|                | Detalii Gamesheet |               |

Bayern München s-a calificat cu scorul general de 2–0.
| Austria Viena                         | 3–0     | Avenir Beggen |
| ------------------------------------- | ------- | ------------- |
| Ogris 42' Polster 60' Steinkogler 78' | Detalii |               |

Austria Viena s-a calificat cu scorul general de 6–0.
| Górnik Zabrze | 1–1     | Anderlecht     |
| ------------- | ------- | -------------- |
| Cyroń 56'     | Detalii | Guðjohnsen 80' |

Anderlecht s-a calificat cu scorul general de 3–1.
| Linfield    | 1–1     | Rosenborg   |
| ----------- | ------- | ----------- |
| McKeown 62' | Detalii | Sørloth 37' |

Rosenborg s-a calificat cu scorul general de 2–1.
| Panathinaikos               | 2–1     | Steaua Roșie Belgrad |
| --------------------------- | ------- | -------------------- |
| Saravakos 8' Dimopoulos 31' | Detalii | Cvetković 89'        |

Steaua Roșie Belgrad s-a calificat cu scorul general de 4–2.
| Real Madrid                                                | 5–0     | Young Boys |
| ---------------------------------------------------------- | ------- | ---------- |
| Santillana 36' Valdano 72' Sánchez 78' Butragueño 80', 82' | Detalii |            |

Real Madrid s-a calificat cu scorul general de 5–1.
| Valur | 0–4     | Juventus                          |
| ----- | ------- | --------------------------------- |
|       | Detalii | Platini 10', 86' Laudrup 31', 36' |

Juventus s-a calificat cu scorul general de 11–0.

## A doua rundă
| Echipa 1       | Scor gen.  | Echipa 2             | Tur | Retur |
| -------------- | ---------- | -------------------- | --- | ----- |
| Vítkovice      | 1–3        | Porto                | 1–0 | 0–3   |
| Brøndby        | 3–2        | Dinamo Berlin        | 2–1 | 1–1   |
| Beșiktaș       | (w/o)1     | APOEL                | –   | –     |
| Celtic         | 2–4        | Dinamo Kiev          | 1–1 | 1–3   |
| Bayern München | 3–1        | Austria Viena        | 2–0 | 1–1   |
| Anderlecht     | 3–1        | Steaua București     | 3–0 | 0–1   |
| Rosenborg      | 1–7        | Steaua Roșie Belgrad | 0–3 | 1–4   |
| Real Madrid    | 1–1 (3–1p) | Juventus             | 1–0 | 0–1   |

1 APOEL withdrew for political reasons.

### Prima manșă
| Vítkovice         | 1–0     | Porto |
| ----------------- | ------- | ----- |
| Šourek 24' (pen.) | Detalii |       |

| Brøndby                       | 2–1     | Dinamo Berlin |
| ----------------------------- | ------- | ------------- |
| Schulz 27' (o.g.) Vilfort 47' | Detalii | Rohde 88'     |

| Celtic       | 1–1     | Dinamo Kiev     |
| ------------ | ------- | --------------- |
| Johnston 80' | Detalii | Yevtushenko 17' |

| Bayern München                | 2–0     | Austria Viena |
| ----------------------------- | ------- | ------------- |
| Flick 44' Matthäus 73' (pen.) | Detalii |               |

| Anderlecht                         | 3–0     | Steaua București |
| ---------------------------------- | ------- | ---------------- |
| Krncevic 74' Janssen 76' Scifo 87' | Detalii |                  |

| Rosenborg | 0–3     | Steaua Roșie Belgrad          |
| --------- | ------- | ----------------------------- |
|           | Detalii | Mrkela 12' Cvetković 83', 87' |

| Real Madrid    | 1–0     | Juventus |
| -------------- | ------- | -------- |
| Butragueño 21' | Detalii |          |

### A doua manșă
| Porto                              | 3–0     | Vítkovice |
| ---------------------------------- | ------- | --------- |
| André 5' Celso 26' Paulo Futre 82' | Detalii |           |

Porto s-a calificat cu scorul general de 3–1.
| Dinamo Berlin | 1–1     | Brøndby    |
| ------------- | ------- | ---------- |
| Ernst 12'     | Detalii | Vilfort 8' |

Brøndby s-a calificat cu scorul general de 3–2.
| Dinamo Kiev                               | 3–1     | Celtic     |
| ----------------------------------------- | ------- | ---------- |
| Blokhin 12' Yakovenko 72' Yevtushenko 89' | Detalii | McGhee 49' |

Dinamo Kiev s-a calificat cu scorul general de 4–2.
| Austria Viena | 1–1     | Bayern München |
| ------------- | ------- | -------------- |
| Polster 54'   | Detalii | Wohlfarth 34'  |

Bayern München s-a calificat cu scorul general de 3–1.
| Steaua București | 1–0     | Anderlecht |
| ---------------- | ------- | ---------- |
| Bölöni 58'       | Detalii |            |

Anderlecht s-a calificat cu scorul general de 3–1.
| Steaua Roșie Belgrad             | 4–1     | Rosenborg   |
| -------------------------------- | ------- | ----------- |
| Cvetković 8', 9' Mrkela 23', 25' | Detalii | Sørloth 88' |

Steaua Roșie Belgrad s-a calificat cu scorul general de 7–1.
| Juventus                              | 1–0 (a.e.t.) (d.p.) | Real Madrid                                   |
| ------------------------------------- | ------------------- | --------------------------------------------- |
| Cabrini 9'                            | Detalii             |                                               |
| Brio · Vignola · Manfredonia · Favero | 1–3                 | Hugo Sánchez · Butragueño · Valdano · Juanito |

Real Madrid 1–1 Juventus . Real Madrid s-a calificat cu scorul general de la penaltiuri.

## Sferturi
| Echipa 1             | Scor gen. | Echipa 2    | Tur | Retur |
| -------------------- | --------- | ----------- | --- | ----- |
| Porto                | 2–1       | Brøndby     | 1–0 | 1–1   |
| Beșiktaș             | 0–7       | Dinamo Kiev | 0–5 | 0–2   |
| Bayern München       | 7–2       | Anderlecht  | 5–0 | 2–2   |
| Steaua Roșie Belgrad | 4–4 (a)   | Real Madrid | 4–2 | 0–2   |

### Prima manșă
| Porto      | 1–0     | Brøndby |
| ---------- | ------- | ------- |
| Madjer 71' | Detalii |         |

| Beșiktaș | 0–5     | Dinamo Kiev                                       |
| -------- | ------- | ------------------------------------------------- |
|          | Detalii | Belanov 17' Blokhin 41', 51' Yevtushenko 47', 61' |

| Bayern München                                            | 5–0     | Anderlecht |
| --------------------------------------------------------- | ------- | ---------- |
| Rummenigge 15' Pflügler 27' Hoeneß 69', 87' Wohlfarth 89' | Detalii |            |

| Steaua Roșie Belgrad                                      | 4–2     | Real Madrid             |
| --------------------------------------------------------- | ------- | ----------------------- |
| Ǵurovski 7' Đurović 12' Cvetković 39' Janković 84' (pen.) | Detalii | Sánchez 66', 87' (pen.) |

### A doua manșă
| Brøndby        | 1–1     | Porto     |
| -------------- | ------- | --------- |
| Steffensen 36' | Detalii | Juary 74' |

Porto s-a calificat cu scorul general de 2–1.
| Dinamo Kiev                 | 2–0     | Beșiktaș |
| --------------------------- | ------- | -------- |
| Blokhin 50' Yevtushenko 70' | Detalii |          |

Dinamo Kiev s-a calificat cu scorul general de 7–0.
| Anderlecht           | 2–2     | Bayern München             |
| -------------------- | ------- | -------------------------- |
| Lozano 31' Nilis 72' | Detalii | Wohlfarth 56' Matthäus 88' |

Bayern München s-a calificat cu scorul general de 7–2.
| Real Madrid                | 2–0     | Steaua Roșie Belgrad |
| -------------------------- | ------- | -------------------- |
| Butragueño 17' Sanchís 64' | Detalii |                      |

Steaua Roșie Belgrad 4–4 Real Madrid . Real Madrid s-a calificat cu scorul general de datorită golului marcat în deplasare.

## Semifinale
| Echipa 1       | Scor gen. | Echipa 2    | Tur | Retur |
| -------------- | --------- | ----------- | --- | ----- |
| Porto          | 4–2       | Dinamo Kiev | 2–1 | 2–1   |
| Bayern München | 4–2       | Real Madrid | 4–1 | 0–1   |

### Prima manșă
| Bayern München                                                | 4–1     | Real Madrid    |
| ------------------------------------------------------------- | ------- | -------------- |
| Augenthaler 11' Matthäus 30' (pen.), 52' (pen.) Wohlfarth 37' | Detalii | Butragueño 44' |

| Porto                            | 2–1     | Dinamo Kiev   |
| -------------------------------- | ------- | ------------- |
| Paulo Futre 48' André 57' (pen.) | Detalii | Yakovenko 74' |

### A doua manșă
| Real Madrid    | 1–0     | Bayern München |
| -------------- | ------- | -------------- |
| Santillana 28' | Detalii |                |

Bayern München s-a calificat cu scorul general de 4–2.
| Dinamo Kiev        | 1–2     | Porto                       |
| ------------------ | ------- | --------------------------- |
| Mykhaylychenko 13' | Detalii | Celso 3' Fernando Gomes 11' |

Porto s-a calificat cu scorul general de 4–2.

## Finala
| Porto                | 2–1                 | Bayern München |
| -------------------- | ------------------- | -------------- |
| Madjer 79' Juary 81' | Detalii MatchCentre | Kögl 24'       |

## Golgheteri
Golgheterii sezonului de Cupa Campionilor Europeni 1986–87 sunt:
| Loc | Nume               | Echipă               | Goluri |
| --- | ------------------ | -------------------- | ------ |
| 1   | Borislav Cvetković | Steaua Roșie Belgrad | 7      |
| 2   | Oleg Blokhin       | Dinamo Kiev          | 5      |
| 2   | Emilio Butragueño  | Real Madrid          | 5      |
| 2   | Fernando Gomes     | Porto                | 5      |
| 2   | Michael Laudrup    | Juventus             | 5      |
| 2   | Vadym Yevtushenko  | Dinamo Kiev          | 5      |
| 7   | António André      | Porto                | 4      |
| 7   | Lothar Matthäus    | Bayern München       | 4      |
| 7   | Roland Wohlfarth   | Bayern München       | 4      |
| 10  | Celso              | Porto                | 3      |
| 10  | Mo Johnston        | Celtic               | 3      |
| 10  | Rabah Madjer       | Porto                | 3      |
| 10  | Mitar Mrkela       | Steaua Roșie Belgrad | 3      |
| 10  | Toni Polster       | Austria Viena        | 3      |
| 10  | Hugo Sánchez       | Real Madrid          | 3      |
| 10  | Jiří Šourek        | Vítkovice            | 3      |
| 10  | Pavlo Yakovenko    | Dinamo Kiev          | 3      |